# Open di Francia 2019 - Doppio ragazzi
Ondřej Štyler e Naoki Tajima erano i campioni in carica ma non hanno preso parte a questa edizione (superamento limite d'età).
Matheus Pucinelli de Almeida e Thiago Agustín Tirante hanno conquistato il titolo battendo in finale Flavio Cobolli e Dominic Stephan Stricker con il punteggio di 7–6(3), 6-4.

## Teste di serie
1. Lorenzo Musetti /  Giulio Zeppieri (ritiro)
2. Cannon Kinglsey /  Emilio Nava (secondo turno)
3. Rinky Hijikata /  Filip Cristian Jianu (primo turno)
4. Zane Khan /  Bu Yunchaokete (quarti di finale)

1. Matheus Pucinelli de Almeida /  Thiago Agustín Tirante (campioni)
2. Shunsuke Mitsui /  Keisuke Saitoh (primo turno)
3. Liam Draxl /  Govin Nanda (primo turno)
4. Sergey Fomin /  Gauthier Onclin (semifinale)

## Tabellone

### Legenda
| - Q = Qualificato - WC = Wild card - LL = Lucky loser | - ALT = Alternate - SE = Special Exempt - PR = Protected Ranking | - w/o = Walkover - r = Ritirato - d = Squalificato |

### Fase finale
|  | Semifinali | Semifinali                                          | Semifinali                                          | Semifinali | Semifinali |  |  | Finale | Finale                                              | Finale                                              | Finale | Finale |  |
|  |            |                                                     |                                                     |            |            |  |  |        |                                                     |                                                     |        |        |  |
|  |            | Andrew Paulson Eric Vanshelboim                     | Andrew Paulson Eric Vanshelboim                     | 1          | 0          |  |  |        |                                                     |                                                     |        |        |  |
|  | 5          | Matheus Pucinelli de Almeida Thiago Agustín Tirante | Matheus Pucinelli de Almeida Thiago Agustín Tirante | 6          | 6          |  |  | 5      | Matheus Pucinelli de Almeida Thiago Agustín Tirante | Matheus Pucinelli de Almeida Thiago Agustín Tirante | 7      | 6      |  |
|  |            | Flavio Cobolli Dominic Stephan Stricker             | Flavio Cobolli Dominic Stephan Stricker             | 6          | 6          |  |  |        | Flavio Cobolli Dominic Stephan Stricker             | Flavio Cobolli Dominic Stephan Stricker             | 63     | 4      |  |
|  | 8          | S Fomin G Onclin                                    | S Fomin G Onclin                                    | 3          | 1          |  |  |        |                                                     |                                                     |        |        |  |

### Parte alta
|  | Primo turno              | Primo turno                       | Primo turno                       | Primo turno | Primo turno |  |  | Secondo turno      | Secondo turno                     | Secondo turno                     | Secondo turno                     | Secondo turno                     |   |      | Quarti di finale | Quarti di finale        | Quarti di finale        | Quarti di finale                  | Quarti di finale                  |   |   | Semifinali | Semifinali | Semifinali | Semifinali | Semifinali |  |
|  |                          |                                   |                                   |             |             |  |  |                    |                                   |                                   |                                   |                                   |   |      |                  |                         |                         |                                   |                                   |   |   |            |            |            |            |            |  |
|  | Alt                      | S Cuenin M Sadaoui                | S Cuenin M Sadaoui                | 3           | 3           |  |  |                    |                                   |                                   |                                   |                                   |   |      |                  |                         |                         |                                   |                                   |   |   |            |            |            |            |            |  |
|  |                          | A Cazaux H Mayot                  | A Cazaux H Mayot                  | 6           | 6           |  |  | A Cazaux H Mayot   | A Cazaux H Mayot                  | 6                                 | 64                                | [12]                              |   |      |                  |                         |                         |                                   |                                   |   |   |            |            |            |            |            |  |
|  | E Spizzirri T Zink       | E Spizzirri T Zink                | E Spizzirri T Zink                | 6           | 6           |  |  | E Spizzirri T Zink | E Spizzirri T Zink                | 4                                 | 7                                 | [10]                              |   |      |                  |                         |                         |                                   |                                   |   |   |            |            |            |            |            |  |
|  | N Álvarez Varona T Baadi | N Álvarez Varona T Baadi          | N Álvarez Varona T Baadi          | 3           | 1           |  |  |                    |                                   |                                   |                                   |                                   |   |      | A Cazaux H Mayot | A Cazaux H Mayot        | 7                       | 4                                 | [5]                               |   |   |            |            |            |            |            |  |
|  |                          | I Beloborodko G Ström             | I Beloborodko G Ström             | 2           | 5           |  |  |                    |                                   | A Paulson E Vanshelboim           | A Paulson E Vanshelboim           | 65                                | 6 | [10] |                  |                         |                         |                                   |                                   |   |   |            |            |            |            |            |  |
|  | WC                       | B Anselmo L Pourroy               | B Anselmo L Pourroy               | 6           | 7           |  |  | WC                 | B Anselmo L Pourroy               | B Anselmo L Pourroy               | 2                                 | 5                                 |   |      |                  |                         |                         |                                   |                                   |   |   |            |            |            |            |            |  |
|  |                          | A Paulson E Vanshelboim           | A Paulson E Vanshelboim           | 6           | 6           |  |  |                    | A Paulson E Vanshelboim           | A Paulson E Vanshelboim           | 6                                 | 7                                 |   |      |                  |                         |                         |                                   |                                   |   |   |            |            |            |            |            |  |
|  | 6                        | S Mitsui K Saitoh                 | S Mitsui K Saitoh                 | 2           | 4           |  |  |                    |                                   |                                   |                                   |                                   |   |      |                  | A Paulson E Vanshelboim | A Paulson E Vanshelboim | 1                                 | 0                                 |   |   |            |            |            |            |            |  |
|  | 4                        | Z Khan B Yunchaokete              | 5                                 | 6           | [10]        |  |  |                    |                                   |                                   |                                   |                                   |   |      |                  |                         | 5                       | M Pucinelli de Almeida TA Tirante | M Pucinelli de Almeida TA Tirante | 6 | 6 |            |            |            |            |            |  |
|  |                          | T Schoolkate D Sweeny             | 7                                 | 2           | [8]         |  |  | 4                  | Z Khan B Yunchaokete              | 6                                 | 2                                 | [10]                              |   |      |                  |                         |                         |                                   |                                   |   |   |            |            |            |            |            |  |
|  |                          | S Mochizuki HVN Rune              | S Mochizuki HVN Rune              | 6           | 7           |  |  |                    | S Mochizuki HVN Rune              | 2                                 | 6                                 | [7]                               |   |      |                  |                         |                         |                                   |                                   |   |   |            |            |            |            |            |  |
|  | WC                       | P Delage G Mpetshi Perricard      | P Delage G Mpetshi Perricard      | 4           | 65          |  |  |                    |                                   |                                   |                                   |                                   |   |      | 4                | Z Khan B Yunchaokete    | Z Khan B Yunchaokete    | 3                                 | 2                                 |   |   |            |            |            |            |            |  |
|  | NG Dica P Makk           | NG Dica P Makk                    | NG Dica P Makk                    | 2           | 5           |  |  |                    |                                   | 5                                 | M Pucinelli de Almeida TA Tirante | M Pucinelli de Almeida TA Tirante | 6 | 6    |                  |                         |                         |                                   |                                   |   |   |            |            |            |            |            |  |
|  | D Blanch C Lerby         | D Blanch C Lerby                  | D Blanch C Lerby                  | 6           | 7           |  |  |                    | D Blanch C Lerby                  | D Blanch C Lerby                  | 5                                 | 0                                 |   |      |                  |                         |                         |                                   |                                   |   |   |            |            |            |            |            |  |
|  |                          | A Andreev L Weststrate            | A Andreev L Weststrate            | 1           | 2           |  |  | 5                  | M Pucinelli de Almeida TA Tirante | M Pucinelli de Almeida TA Tirante | 7                                 | 6                                 |   |      |                  |                         |                         |                                   |                                   |   |   |            |            |            |            |            |  |
|  | 5                        | M Pucinelli de Almeida TA Tirante | M Pucinelli de Almeida TA Tirante | 6           | 6           |  |  |                    |                                   |                                   |                                   |                                   |   |      |                  |                         |                         |                                   |                                   |   |   |            |            |            |            |            |  |

### Parte bassa
|  | Primo turno                      | Primo turno                      | Primo turno             | Primo turno | Primo turno |  |  | Secondo turno         | Secondo turno           | Secondo turno         | Secondo turno           | Secondo turno           |      |   | Quarti di finale | Quarti di finale      | Quarti di finale      | Quarti di finale | Quarti di finale |   |   | Semifinali | Semifinali | Semifinali | Semifinali | Semifinali |  |
|  |                                  |                                  |                         |             |             |  |  |                       |                         |                       |                         |                         |      |   |                  |                       |                       |                  |                  |   |   |            |            |            |            |            |  |
|  | 7                                | L Draxl G Nanda                  | 4                       | 6           | [8]         |  |  |                       |                         |                       |                         |                         |      |   |                  |                       |                       |                  |                  |   |   |            |            |            |            |            |  |
|  |                                  | M Damm TA Kodat                  | 6                       | 1           | [10]        |  |  | M Damm TA Kodat       | M Damm TA Kodat         | M Damm TA Kodat       | 6                       | 6                       |      |   |                  |                       |                       |                  |                  |   |   |            |            |            |            |            |  |
|  | RA Burruchaga AL Lingua Lavallén | RA Burruchaga AL Lingua Lavallén | 6                       | 4           | [7]         |  |  | M Arnaldi F Passaro   | M Arnaldi F Passaro     | M Arnaldi F Passaro   | 2                       | 2                       |      |   |                  |                       |                       |                  |                  |   |   |            |            |            |            |            |  |
|  | M Arnaldi F Passaro              | M Arnaldi F Passaro              | 1                       | 6           | [10]        |  |  |                       |                         |                       |                         |                         |      |   | M Damm TA Kodat  | M Damm TA Kodat       | M Damm TA Kodat       | 4                | 4                |   |   |            |            |            |            |            |  |
|  |                                  | K Chahoud Y Rihane               | 4                       | 6           | [12]        |  |  |                       |                         | F Cobolli DS Stricker | F Cobolli DS Stricker   | F Cobolli DS Stricker   | 6    | 6 |                  |                       |                       |                  |                  |   |   |            |            |            |            |            |  |
|  | WC                               | K Jacquet L Marmousez            | 6                       | 3           | [10]        |  |  | K Chahoud Y Rihane    | K Chahoud Y Rihane      | K Chahoud Y Rihane    | 2                       | 0                       |      |   |                  |                       |                       |                  |                  |   |   |            |            |            |            |            |  |
|  |                                  | F Cobolli DS Stricker            | F Cobolli DS Stricker   | 7           | 6           |  |  | F Cobolli DS Stricker | F Cobolli DS Stricker   | F Cobolli DS Stricker | 6                       | 6                       |      |   |                  |                       |                       |                  |                  |   |   |            |            |            |            |            |  |
|  | 3                                | R Hijikata FC Jianu              | R Hijikata FC Jianu     | 64          | 3           |  |  |                       |                         |                       |                         |                         |      |   |                  | F Cobolli DS Stricker | F Cobolli DS Stricker | 6                | 6                |   |   |            |            |            |            |            |  |
|  | 8                                | S Fomin G Onclin                 | S Fomin G Onclin        | 6           | 6           |  |  |                       |                         |                       |                         |                         |      |   |                  |                       | 8                     | S Fomin G Onclin | S Fomin G Onclin | 3 | 1 |            |            |            |            |            |  |
|  |                                  | A Kachmazov A Zgirovsky          | A Kachmazov A Zgirovsky | 4           | 4           |  |  | 8                     | S Fomin G Onclin        | S Fomin G Onclin      | 6                       | 6                       |      |   |                  |                       |                       |                  |                  |   |   |            |            |            |            |            |  |
|  | J Forejtek D Svrčina             | J Forejtek D Svrčina             | J Forejtek D Svrčina    | 3           | 4           |  |  |                       | M Alves W Grant         | M Alves W Grant       | 3                       | 3                       |      |   |                  |                       |                       |                  |                  |   |   |            |            |            |            |            |  |
|  | M Alves W Grant                  | M Alves W Grant                  | M Alves W Grant         | 6           | 6           |  |  |                       |                         |                       |                         |                         |      |   | 8                | S Fomin G Onclin      | S Fomin G Onclin      | 7                | 6                |   |   |            |            |            |            |            |  |
|  | O Virtanen H Wendelken           | O Virtanen H Wendelken           | 0                       | 6           | [8]         |  |  |                       |                         |                       | P Llamas Ruiz JB Torres | P Llamas Ruiz JB Torres | 6(0) | 2 |                  |                       |                       |                  |                  |   |   |            |            |            |            |            |  |
|  | P Llamas Ruiz JB Torres          | P Llamas Ruiz JB Torres          | 6                       | 2           | [10]        |  |  |                       | P Llamas Ruiz JB Torres | 6                     | 2                       | [10]                    |      |   |                  |                       |                       |                  |                  |   |   |            |            |            |            |            |  |
|  | WC                               | M Breysach T Legout              | M Breysach T Legout     | 3           | 3           |  |  | 2                     | C Kingsley E Nava       | 1                     | 6                       | [4]                     |      |   |                  |                       |                       |                  |                  |   |   |            |            |            |            |            |  |
|  | 2                                | C Kingsley E Nava                | C Kingsley E Nava       | 6           | 6           |  |  |                       |                         |                       |                         |                         |      |   |                  |                       |                       |                  |                  |   |   |            |            |            |            |            |  |